# Municipio de Medina (Ohio)
El municipio de Medina (en inglés: Medina Township) es un municipio ubicado en el condado de Medina en el estado estadounidense de Ohio. En el año 2010 tenía una población de 8537 habitantes y una densidad poblacional de 183,65 personas por km².

## Geografía
El municipio de Medina se encuentra ubicado en las coordenadas 41°10′40″N 81°49′22″O / 41.17778, -81.82278. Según la Oficina del Censo de los Estados Unidos, el municipio tiene una superficie total de 46.49 km², de la cual 46,31 km² corresponden a tierra firme y (0,37 %) 0,17 km² es agua.

## Demografía
Según el censo de 2010, había 8537 personas residiendo en el municipio de Medina. La densidad de población era de 183,65 hab./km². De los 8537 habitantes, el municipio de Medina estaba compuesto por el 96,73 % blancos, el 1,03 % eran afroamericanos, el 0,12 % eran amerindios, el 1,14 % eran asiáticos, el 0,32 % eran de otras razas y el 0,67 % eran de una mezcla de razas. Del total de la población el 1,28 % eran hispanos o latinos de cualquier raza.